# Cycas shanyaensis
Cycas shanyaensis là một loài thực vật hạt trần trong họ Cycadaceae. Loài này được G.A.Fu mô tả khoa học đầu tiên năm 2006.